# 小行星2901
小行星2901（2901 Bagehot）是一颗绕太阳运转的小行星，为主小行星带小行星。该小行星于1973年2月27日发现。
該小行星以英國作家沃爾特·白芝浩命名。

## 轨道参数
小行星2901的轨道半长轴为2.8628278 AU，离心率为0.052。